# Unterseeboot 259
Le Unterseeboot 259 (ou U-259) est un sous-marin allemand (U-Boot) de type VII.C utilisé par la Kriegsmarine (marine de guerre allemande) pendant la Seconde Guerre mondiale.

## Historique
Mis en service le 18 février 1942, l'Unterseeboot 259 reçoit sa formation de base à Kiel au sein de la 5. Unterseebootsflottille jusqu'au 31 août 1942, puis l'U-259 intègre sa formation de combat à La Pallice avec la 3. Unterseebootsflottille.
Il réalise sa première patrouille, quittant le port de Kiel le 29 août 1942 sous les ordres du Kapitänleutnant Klaus Köpke pour une mission en Atlantique Nord. Après 38 jours en mer, l'U-259 rejoint la base sous-marine de La Rochelle située à La Pallice le 5 octobre 1942.
Pour sa seconde et fatale patrouille, il quitte la base sous-marine de La Rochelle le  5 novembre 1942 toujours sous les ordres du Kapitänleutnant Klaus Köpke. Après 31 jours en mer, l'U-259 est coulé le 15 novembre 1942 en Méditerranée au nord d'Alger à  la position géographique de 37° 20′ N, 3° 05′ E par des charges de profondeur lancées d'un bombardier Lockheed Hudson britannique (Squadron 500/S). 
Les 48 membres d'équipage meurent dans cette attaque. 
L'une des charges sous-marines lancées par l'avion explose au contact de l'U-Boot, touchant l'avion et forçant l'équipage à amerrir. Le pilote et un membre d'équipage sont secourus par les sloops britanniques HMS Erne et HMS Leith.

## Affectations successives
- 5. Unterseebootsflottille à Kiel du 18 février au 31 août 1942 (entrainement)
- 3. Unterseebootsflottille à La Pallice du 1er septembre au 15 novembre 1943 (service actif)

## Commandement
- Kapitänleutnant Klaus Köpke du 18 février au 15 novembre 1942

## Patrouilles
|       | Commandant         | Départ          | Départ     | Arrivée          | Arrivée    | Jours    | Succès |
| ----- | ------------------ | --------------- | ---------- | ---------------- | ---------- | -------- | ------ |
| 1     | Kptlt. Klaus Köpke | 29 août 1942    | Kiel       | 5 octobre 1942   | La Pallice | 38 jours |        |
| 2     | Kptlt. Klaus Köpke | 5 novembre 1942 | La Pallice | 15 novembre 1942 | Coulé      | 11 jours |        |
| Total | Total              | Total           | Total      | Total            | Total      | 49 jours | 0 t    |

Note : Kptlt. = Kapitänleutnant 

### Opérations Wolfpack
L'U-259 a opéré avec les Wolfpacks (meute de loups) durant sa carrière opérationnelle:
1. Lohs (13 septembre 1942 - 22 septembre 1942)
2. Blitz (22 septembre 1942 - 25 septembre 1942)
3. Delphin (5 novembre 1942 - 12 novembre 1942)
4. Wal (12 novembre 1942 - 15 novembre 1942)

## Navires coulés
L'Unterseeboot 259 n'a ni coulé, ni endommagé de navire ennemi au cours des deux patrouilles (49 jours en mer) qu'il effectua

### Source et bibliographie
- (en) Cet article est partiellement ou en totalité issu de l’article de Wikipédia en anglais intitulé « German submarine U-259 » (voir la liste des auteurs).
- Chris Bishop, historien militaire (trad. de l'anglais par Christian Muguet), Les sous-marins de la Kriegsmarine : 1939-1945 : le guide d'identification des sous-marins [« The spellmount submarine identification guide : Kriegsmarine U-boats 1939-1945 »], Paris, E?d. de Lodi, 2008, 192 p. (ISBN 978-2-84690-327-1, OCLC 470721805, BNF 41298980)